# Johannes Scherbius
Johannes Scherbius (1769 - 1813 ) foi um botânico, micólogo e briólogo alemão .
Scherbius foi coautor com G. Gaertner (1754-1825) e com B. Meyer (1767-1813) da obra Oekonomisch-technische Flora der Wetterau (1799-1802, 3 vols. [vol. 1 (VI-VII.1799); vol. 2 (V-VII.1800); vol. 3(1) (I-VI.1801); vol. 3(2) (1802)] , onde nomearam com nomes científicos numerosas espécies vegetais 
Suas coleções estão conservadas no  Senckenberg Herbarium